# Міхал Хован
Міхал Хован (словац. Michal Chovan; 23 листопада 1987) — словацький хокеїст, правий нападник. Виступає за ХКм «Зволен» у Словацькій Екстралізі.
Вихованець хокейної школи ХКм «Зволен». Виступав за ХКм «Зволен», ХК «07 Детва».
У складі національної збірної Словаччини провів 2 матчі (1 гол).